# Amalopota fitchi
Amalopota fitchi är en insektsart som först beskrevs av Van Duzee 1893.  Amalopota fitchi ingår i släktet Amalopota och familjen Derbidae. Inga underarter finns listade i Catalogue of Life.